# QED 龍馬暗殺
『QED 龍馬暗殺』（キューイーディー りょうまあんさつ）は高田崇史による推理小説。QEDシリーズの第7作である。

## 出版履歴
- 2004年：講談社ノベルス、ISBN 4-06-182349-3
- 2007年：講談社文庫、ISBN 4-06-275347-2

## あらすじ
平成7年11月、大学の後輩を訪ねてやってきた、奈々とその妹・沙織、そして桑原。土砂崩れで密室となった平家の落人伝説が残る高知県・蝶ヶ谷村で起こる殺人&自殺、そして龍馬暗殺にかかわる謎を桑原が解き明かす。

## 登場人物
桑原 崇（くわばら たかし）
通称、タタル。萬冶漢方（漢方薬局）勤務の薬剤師。高知で行われる日本薬剤師会主催の学術大会に参加する予定だったが、参加をやめて物部村を見学した後、蝶ヶ谷村を訪れる。
棚旗 奈々（たなはた なな）
ホワイト薬局勤務の薬剤師。沙織と共に学術大会で高知を訪れ、美鳥の故郷・蝶ヶ谷村へ向かう。
小松崎 良平（こまつざき りょうへい）
通称「熊つ崎」。ジャーナリスト。胃潰瘍で倒れた学術大会の取材者の代理として高知を訪れ、山を越えて土砂崩れで封鎖された蝶ヶ谷村にやってくる。
棚旗 沙織（たなはた さおり）
奈々の妹。私大文学部卒業後、現在は出版関係会社に勤務。幕末フリークで龍馬のファンということで、奈々に同行して高知を観光することに。

### 蝶ヶ谷村の住民
全家 美鳥（ぜんけ みどり）
明邦大学薬学部卒。奈々の一年後輩。26歳。
全家 卯月（ぜんけ うづき）
美鳥の妹。20歳。内気。
全家 成代（ぜんけ しげよ）
美鳥の母。49歳。
遠敷 竜郎（おにゅう たつろう）
久しぶりに東京から蝶ヶ谷村に帰ってきた。高知空港で何者かに襲われ、車のブレーキも壊されていた。何者かに襲われ、大けがを負った。
鄙神 峰子（ひながみ みねこ）
23歳。刻夫と付き合っている。
朽木 孝子（くちき たかこ）
23歳。刻夫の妹。
朽木 刻夫（くちき ときお）
孝子の兄。何者かに刺され、死亡。
朽木 未来（くちき みき）
孝子、刻夫の母。丸々と太っている。
遠敷 巴（おにゅう ともえ）
竜郎の母。鹿児島から嫁いできた。
鄙神 祀男（ひながみ としお）
峰子の父。一昨年失踪した。
鄙神 伸恵（ひながみ のぶえ）
峰子の母。今春、63歳で肺癌で死亡。
鄙神 演吉（ひながみ のぶきち）
長老。峰子の祖父。
遠敷 丑蔵（おにゅう うしぞう）
竜郎の父。22年前に死亡。
全家 醍醐（ぜんけ だいご）
美鳥たちの父。14年前に死亡。